# El Romeral, Pénjamo
El Romeral är en ort i Mexiko.   Den ligger i kommunen Pénjamo och delstaten Guanajuato, i den centrala delen av landet, 280 km väster om huvudstaden Mexico City. El Romeral ligger 1 700 meter över havet och antalet invånare är 375.
Terrängen runt El Romeral är platt åt sydost, men åt nordväst är den kuperad. Runt El Romeral är det ganska tätbefolkat, med 124 invånare per kvadratkilometer. Närmaste större samhälle är Pénjamo, 8,0 km väster om El Romeral. Trakten runt El Romeral består till största delen av jordbruksmark.